# Каракалпак (Костанайская область)
Каракалпак (каз. Қарақалпақ) — село в Аулиекольском районе Костанайской области Казахстана. Входит в состав Казанбасского сельского округа. Находится примерно в 32 км к западу от районного центра — села Аулиеколь. Код КАТО: 393637500.
В 8 км к западу находится озеро Балыктыколь.

## Население
В 1999 году население села составляло 345 человек (168 мужчин и 177 женщин). По данным переписи 2009 года, в селе проживали 173 человека (86 мужчин и 87 женщин).

## Известные жители и уроженцы
- Мурзахметов, Балгабай (род. 1925) — Герой Социалистического Труда.